# Џејсон Мјуз
Џејсон Едвард Мјуз (енгл. Jason Edward Mewes; рођен 12. јуна 1974. у Хајлендсу, Њу Џерси), амерички је филмски и ТВ глумац.
Најпознатији је по улози напаљеног, злогласног Џеја, у серији филмова његовог дугогодишњег пријатеља Кевина Смита, као део дуа Џеј и Тихи Боб.
Мјуз је дебитовао на филму 1994. играјући улогу Џеја у Смитовом дебитантском филму Продавци. Сам Смит је играо улогу његовог партнера Тихог Боба. У будућности, Мјуз је глумио у свим Смитовим филмовима у којима се појавио пар Џеј и Тихи Боб: Битанге из тржног центра, Луд за Ејми, Догма, Џеј и Тихи Боб узвраћају ударац, Продавци 2. Остали Мјусови филмови укључују главну улогу у филму Модерне ствари (са Парис Хилтон) и камео као Џеј у Вриску 3, поред тога што је глумио у бројним независним нискобуџетним филмовима.
У компјутерској игрици Scarface: The World Is Yours, Мјуз је одглумио камео лик - лопова, чији је говор веома сличан Џејевом.